# Бухарский троллейбус
Бухарский троллейбус — закрытая троллейбусная система города Бухара (Узбекистан). Существовал с 1987 по 2005 год. Первый директор троллейбусного парка Ашуров Тельман Шукурович (1985-1999).

## История
Пробное движение началось 25 декабря 1986 года. 1 февраля 1987 года новая троллейбусная система была введена в эксплуатацию. 
В 1987 году длина линий составляла 15 км, в 1990 году — 21 км, в 2001 — 33 км. В 1990 году имелось 29 машин, в 2001 — 11. 
С 1990 года строилась междугородняя линия в город Каган, однако проект не был реализован, также планировалась связь с городом Галаасия.
В сентябре 2005 года троллейбусная система Бухары была закрыта из-за убыточности и накопившихся долгов.

## Маршруты
- №1 (с 1987) 6-й микрорайон — автостанция «Шарк»
- №2 (с 1992) 6-й микрорайон — крепость Арк